# Musik in Venedig
In der Kulturgeschichte Europas spielte Musik aus Venedig seit dem 16. Jahrhundert bis zum Ende der Republik eine hervorragende Rolle.
Von hier aus gingen seit dem 16. Jahrhundert mit der Venezianischen Mehrchörigkeit entscheidende Impulse für Innovationen in der Vokal- und Instrumentalmusik aus. Die Venezianische Schule ist eng mit dem Namen Willaert, Claudio Monteverdi oder Andrea und Giovanni Gabrieli, alle Organisten am Markusdom, verknüpft.
Zentren des innerstädtischen Musiklebens war seit Ende des 16. Jahrhunderts bis zum Niedergang der Republik die vier großen Musikschulen, die
Ospedali Grandi. Ihre Mädchenchöre und -orchester waren europaweit berühmt wegen ihrer Qualität und Virtuosität. Als Chorleiter, Gesangslehrer und Komponisten waren dort renommierte in- und ausländische Musiker engagiert. Aufgeführt wurden neben geistlicher Musik im Rahmen der kirchlichen Liturgie auch Oratorien zu biblischen Themen. Ein eigenes Musikgenre bildeten die venezianischen
Psalmenvertonungen, die Teil der sonntäglichen Vesper waren.
Ab Mitte des 17. Jahrhunderts begann in Venedig die Blütezeit der Oper. An den rund zwanzig Opernhäusern der Stadt wurde eine stupende Zahl von Opern uraufgeführt, darunter viele Werke Vivaldis, Galuppis, Cimarosas und Hasses.
Bis ins 19. Jahrhundert war Venedig neben Mailand und Neapel einer der drei wichtigsten Orte für die Uraufführung der Opern von Verdi, Donizetti oder Bellini.

## Musik und Festkultur

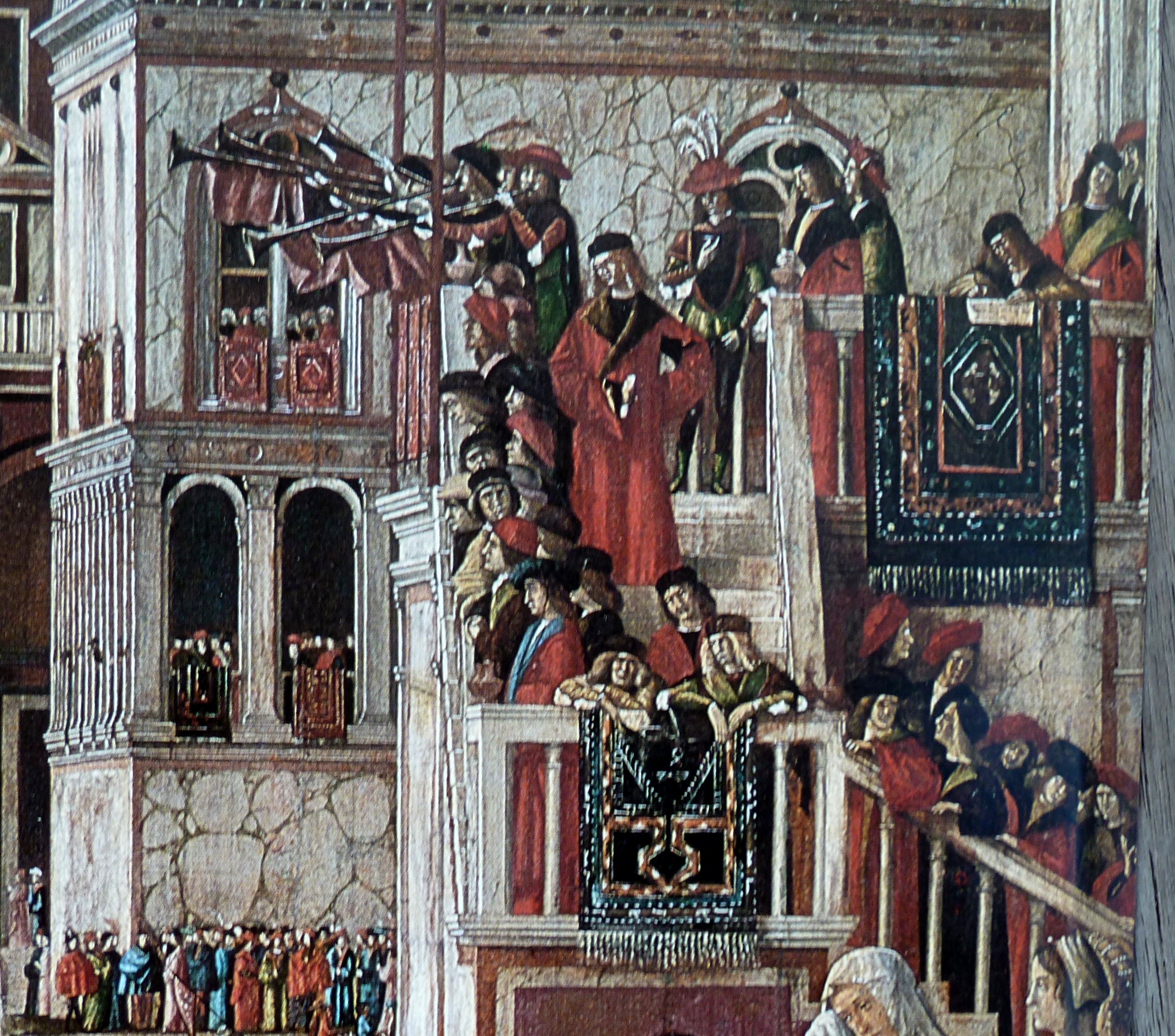
Pifferi bei einer Dogenprozession auf dem Markusplatz

Musik war ein wesentliches Element der venezianischen Festkultur, die sowohl der Identitätspflege der Venezianer mit Stadt und Republik diente, andererseits als wirksames Mittel der Staatspropaganda eingesetzt wurde. Staatsfeste hatten neben dem politischen immer auch einen sakral-religiösen Aspekt, so begann die jährliche Vermählung des Dogen mit dem Meer mit einer Wallfahrt zur Kirche San Niccolò auf dem Lido. Dogenprozessionen fanden in der Regel unter Beteiligung von Musikern aus der Domsingschule und aus den Ospedali statt, ebenso wie die Feste der vielen offiziellen Patronatsheiligen. Feierlich von staatswegen begangen wurden neben den Festtagen der beiden Staatspatrone Apostel Markus und Jungfrau Maria weitere vier für die Dogen, acht für die Stadt selbst – darunter der Pestheilige Rochus von Montpellier – dazu kamen die Patronatsfeste der sechs städtischen Pfarrkirchen, jede der über 200 Scuole hatten ebenfalls einen Schutzheiligen, für deren Patronatsfeste spätestens seit dem 18. Jahrhundert Sänger und Instrumentalisten der Ospedali engagiert wurden, falls es die finanzielle Lage der betreffenden Scuola erlaubte.
Mit Willaerts Ernennung 1527 zum Domkapellmeister fanden jeden Sonn- und Feiertag geistliche Nachmittagskonzerte im Markusdom statt, ein Brauch der später auch in den Ospedali-Kirchen mit ihren sonntäglichen Vespern, Psalmenkonzerten und Oratorien aufgenommen wurde. Seit dem 17. Jahrhundert gab es an jedem Sonntag ein öffentliches Konzert auf dem Markusplatz unter Mitwirkung der Domsingschule.

## Musik am Markusdom
- Johannes de Quadris, 1436–1457
- Pietro di Fossis, 1491–1526
- Adrian Willaert, 1527–1562
- Cyprian de Rore, 1562–1564
- Gioseffo Zarlino, 1565–1590
- Baldassare Donato, 1590–1603
- Giovanni Croce, 1603–1609
- Claudio Monteverdi 1613–1643
- Francesco Cavalli, 1668–1676
- Giovanni Legrenzi, 1685–1690
- Antonio Lotti, 1736–1740
- Baldassare Galuppi, 1762–1769
- Giovanni Tebaldini, 1889–1894
- Lorenzo Perosi, 1894–1898
- Matteo Tosi, 1926–1938
- Gastone De Zuccoli, 1938-1939
- Luigi Vio, 1939–1954
- Alfredo Bravi, 1954–1981
- Roberto Micconi, 1981–2000
- Marco Gemmani, 2000–[4]

Venedigs Aufstieg zu einer glanzvollen und hochberühmten Stadt der Musik begann mit der Gründung einer Singschule am Markusdom. Bereits gegen Ende des 14. Jahrhunderts sind Orgel und Sänger für die Messliturgie nachgewiesen, und 1318 wird ein Maestro Zucchetto als Chorleiter namentlich genannt. Bis 1389 war der einzige Organist zugleich auch Chorleiter. 1403 wurde auf Wunsch der Prokuratoren von San Marco die erste Singschule am Dom gegründet. Die Scuola di cantofermo e figurato e contrapuntto teoretico e pratice war vom Senat genehmigt und wurde von den Prokuratoren finanziert. Der Staat übernahm alle Kosten für den Unterhalt und den Unterricht der Schüler. Als Lehrer verpflichtete man zunächst auswärtige Musiker.
Über die bewährten europäischen Handelswege, die niederländischen und italienische Wirtschaftszentren verbanden und über die auch die Innovationen der niederländischen Ölmalerei ihren folgenreichen Eingang in Italien fanden, kamen auch niederländische Musiker und brachten die neue Musik eines Josquin Desprez, Johannes Ockeghem oder Guillaume Du Fay in die Stadt.
1527 trat Adrian Willaert als Nachfolger von Pietro di Fossis († 1527) die Stelle eines Kapellmeisters – Magister capellae cantus ecclesiastice Sancti Marci – am Markusdom an, die er bis zu seinem Tod im Jahre 1562 innehatte.
Unter Willaert wurde Venedig zu einem Zentrum europäischer Musikkultur. Durch seine Bedeutung als Lehrer gewann er Einfluss auf eine ganze Epoche. Er vergrößerte die Chöre und konnte die Kirchenmusik am Markusdom auf ein bisher nicht erreichtes Niveau steigern, sodass sich der Ruhm seiner Sonn- und Feiertagskonzerte schnell verbreitete. Mit Genehmigung der Prokuratoren richtete er eine Kopierwerkstatt ein, um den hauseigenen Notenbestand zu erweitern

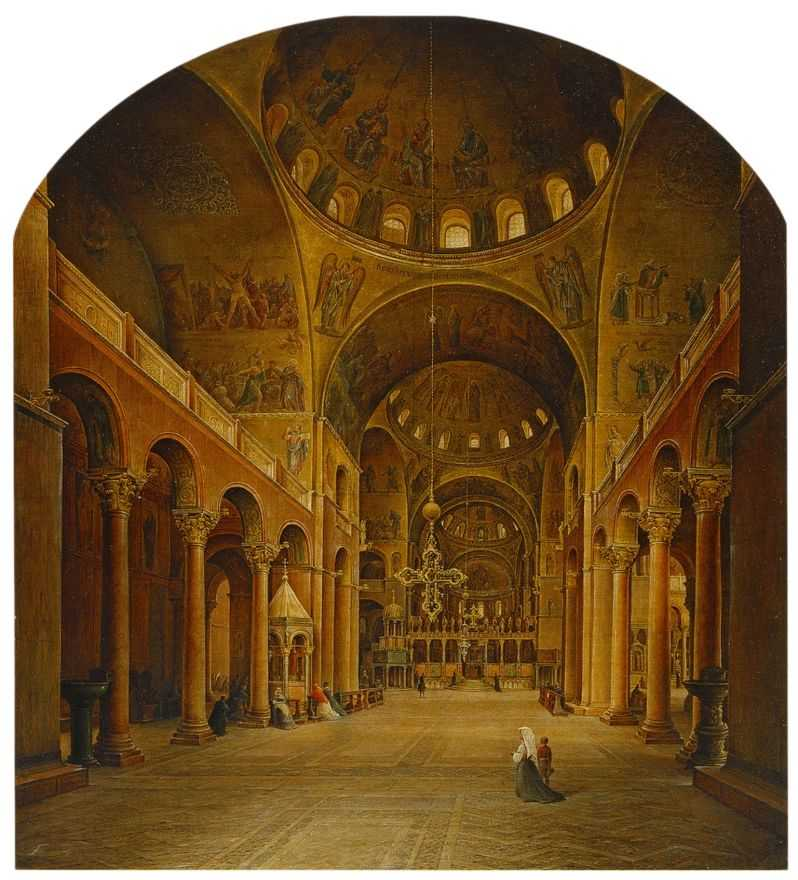
Zwei gegenüberliegende Sänger-Emporen im Markusdom,
1846

Willaert nutzte die im Markus gegebenen Räumlichkeiten mit den gegenüberliegenden Balkonen, mit den beiden dort installierten Orgeln, in dem er den Chor in zwei Abteilungen gliederte, die sowohl antiphonisch als auch simultan eingesetzt werden konnten. Seine musikalische Innovationen, die Synthese von flämischen, französischen und italienischen Stilelementen, die am Markusdom erprobte Mehrchörigkeit, sind eng mit dem Begriff der Venezianischen Schule verknüpft. Zur gleichen Zeit wurde das Prinzip der Mehrchörigkeit auf die Instrumentalmusik übertragen. Claudio Monteverdi (1567–1643) sah noch 1607 in Willaerts Musik die Vollendung der "
“prima pratica”.
Musiklehrer am Markusdom unterrichteten häufig die Schülerinnen der Ospedali-Musikschulen, deren Chöre bis Mitte des 18. Jahrhunderts zu den Attraktionen für Venedig-Touristen zählten.

## Die Oper
Mitte des 17. Jahrhunderts begann in Venedig eine Blütezeit der Oper. 1637 eröffnete im Rialto-Viertel das erste öffentliche und kommerziell geführte Opernhaus überhaupt, das Teatro San Cassiano. In rascher Folge kamen die Opernhäuser SS. Giovanni e Paolo (1639), San Moisé (1640) und das kurzlebige Teatro Novissimo (1641) hinzu. Zeitweise gab es in der Stadt bis zu 20 Opernhäuser, und die venezianische Oper wurde zu einem Hauptanziehungspunkt für Sänger, Komponisten, Librettisten als auch für einen wachsenden Strom von Venedig-Touristen.
Bis dahin gehörten Opern zum Unterhaltungsprogramm der höfischen Gesellschaft, die in Venedigs republikanisch verfasstem Staat mit seiner oligarchischen Oberschicht, die zeitlich und finanziell in hohem Maße in die Dienste der Republik als Militärs, Diplomaten, Regierungsmitglieder und Amtsträger eingebunden war, nicht existent war. Musiktheater -  Schäferspiele und allegorische Schauspiele mit Musikeinlagen – fand bis dahin nur gelegentlich im nichtöffentlichen Bereich statt.
Die Opernhäuser waren Logentheater mit Stehplätzen im Parkett. Opernsaison waren der Herbst bis Advent, ab dem St. Stephanstag bis zum Ende des Karnevals und das Fest Christi Himmelfahrt.

### Ehemalige Opernhäuser und Theater
- Teatro San Cassiano 1637-1812, im Besitz der Familie Tron, war das erste öffentliche und kommerziell geführte Opernhaus Venedigs. Es wurde 1812 abgerissen.
- Teatro Santi Giovanni e Paolo an der Calle della Testa, 1638-1715. Das Theater gehörte der Familie Grimani, die es 1715 aus finanziellen Gründen schließen musste.
- Teatro San Moisè, 1640-1818, gelegen in der Nähe des Ca’ Giustinian und der Kirche San Moisè.
- Teatro Novissimo. Das Theater mit 400 bis 500 Plätzen existierte nur von 1641 bis 1645. Architekt und Theateringenieur war Giacomo Torelli, der das Haus mit der damals modernsten barocken Theatermaschinerie ausstattete, was die Aufführungskosten enorm in die Höhe trieb. Möglicherweise stellte das Haus aus finanziellen Gründen nach nur sechs Spielzeiten mit sechs Uraufführungen den Betrieb ein.[8]
- Teatro SS. Apostoli, 1648.[9]
- Teatro ai Saloni di San Gregorio in Dorsoduro war ab 1650 Theater für die Accademia per Drami recitativi (=Akademie des Sprechtheaters)
- Teatro Sant’ Apollinare, eröffnet 1651 unter der Leitung des Impresario Giovanni Faustini. Faustini starb während der Aufführung von Cavallis Oper La Calisto, für die er das Libretto geschrieben hatte. Geschlossen wurde es 1661 und dann als Wohnhaus genutzt.
- Teatro San Samuele, erbaut 1656 im Auftrag der Familie Grimani, 1747 abgebrannt, im folgenden Jahr vollständig wieder aufgebaut. 1737-1741 wurde das Haus von Carlo Goldoni geleitet. 1770 mussten die Grimani das Haus aus finanziellen Gründen schließen, 1819 wurde es als Sprechtheater unter dem Namen Teatro Camploy wieder eröffnet, ging 1889 in den Besitz der Stadt Venedig über, die das Haus 1894 abreißen ließ und auf dem Gelände eine Schule errichtete.
- Teatro Sant’Angelo, 1677-1803. An diesem Theater wurden ab 1750 die meisten der 100 Opern Vivaldis aufgeführt. Nach seiner Schließung 1803 wurde es nach einer kurzen Zeit als Lagerhaus abgerissen. An der Stelle befindet sich heute das Hotel Marin.
- Teatro San Benedetto,  ebenfalls im Besitz der Grimani. Eröffnet wurde es 1755, brannte 1774 ab und wurde nach einem Entwurf von Pietro Checchia wieder aufgebaut und ab 1787 nach seinem Besitzer und Impresario Gallo als Teatro Gallo weitergeführt,[10] bzw. in Teatro Rossini umbenannt. Ab 1937 diente es als Kinosaal, wurde mit einer neuen Fassade von Carlo Scarpa versehen und 2007 – in Erwartung einer Restaurierung – geschlossen.
- Teatro a Cannaregio, 1679 in der Nähe der Kirche San Giobbe eröffnet. Erbaut hat es der Patrizier Marco Morosini für die Aufführung seiner Oper Ermelinda.[11]
- Teatro alle Zattere, 1679, ein Privattheater an der Promenade Ognissanti.[12]
- Teatro Calle dell’Oca  in Cannaregio. Das Theater wurde 1707 eröffnet und nachdem dort sieben Opern aufgeführt worden waren, wieder geschlossen.[13]
- Teatro Altieri, ein privates Theater im Garten der Fürsten Altieri, in dem außer der 1690 gespielten Oper Gl’amori fortunati negli equivoci des Alessandro Scarlatti nur eine weitere Opernaufführung überliefert ist.[14]

### Theater und Opernhäuser (17. Jahrhundert bis heute)

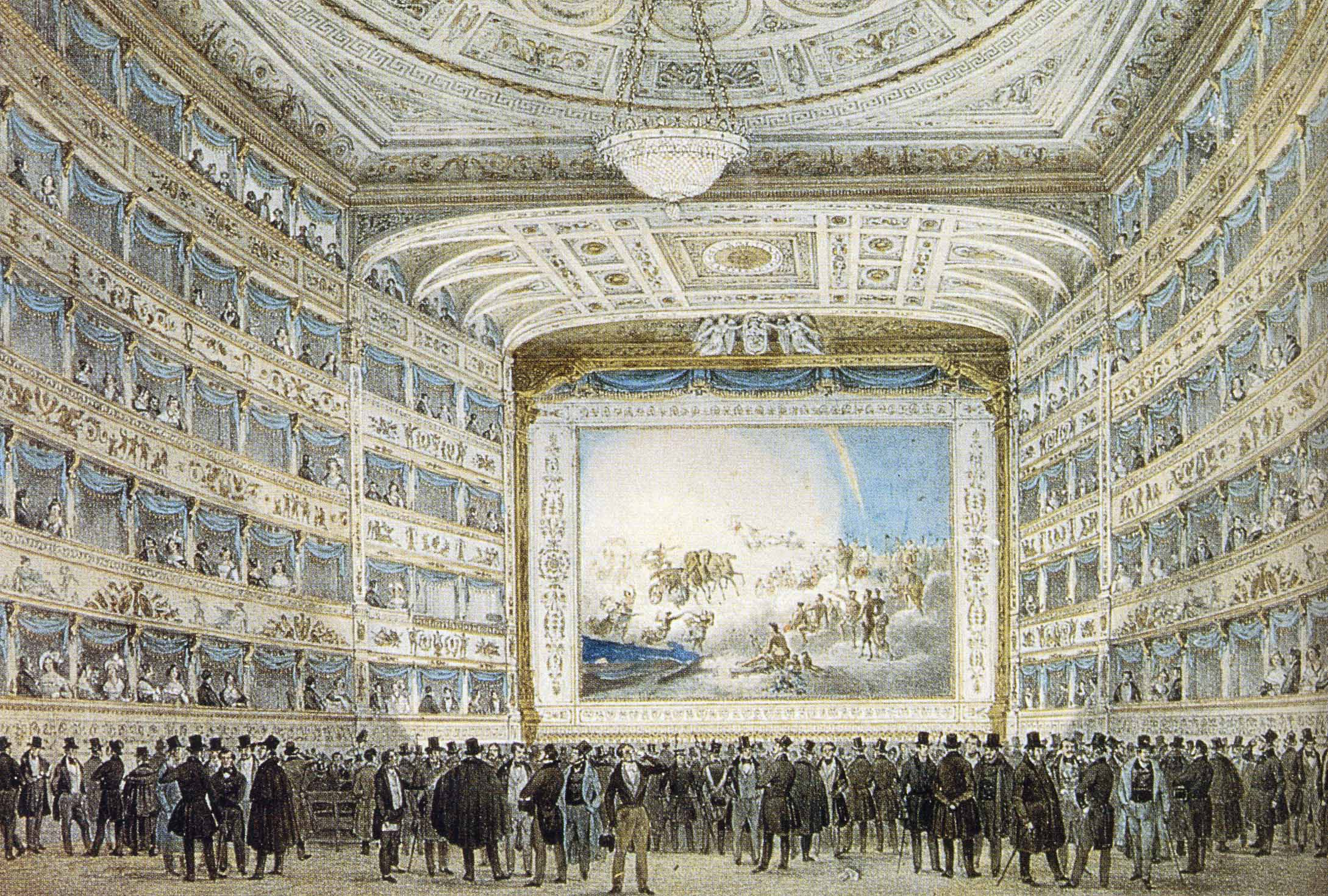
Teatro La Fenice, 1837

- Teatro La Fenice, erbaut zwischen 1790 und 1792, nachdem 1774[15] das Teatro San Benedetto, damals das größte Opernhaus der Stadt, abgebrannt war und die Streitigkeiten zwischen Eignern und Betreibern beigelegt waren. Das Theater erhielt den Namen „La Fenice“ (der Phönix), da es wie der mythische Vogel im Feuer verbrannt und aus der Asche wieder auferstanden war. Eröffnet wurde das Haus mit Giovanni Paisiellos Oper I giuochi d’Agrigento. Das Fenice wurden in Konkurrenz zur Scala und zum Teatro San Carlo in Neapel zu einem der führenden Uraufführungsorte von Bellini, Rossini und Donizetti. Allein von Verdi wurden hier vier Opern uraufgeführt, darunter Rigoletto und La traviata. 1836 brach ein Feuer aus und beschädigte das Haus schwer, im folgenden Jahr wurde es wieder eröffnet. Während des Ersten Weltkriegs geschlossen, nahm es nach dem Krieg die Produktion wieder auf. Es gastierten dort die großen Opernstars, und es wurde wieder Opern uraufgeführt. Auch nach dem Zweiten Weltkrieg wurden Opern uraufgeführt, darunter Werke von Sergei Prokofiew, Igor Strawinski, Benjamin Britten, Maurizio Kagel, Luigi Nono, Bruno Maderna, Gian Francesco Malipiero und Claudio Ambrosini. 1937 ging das Haus in den Besitz der Stadt Venedig über, brannte 1996 ein weiteres Mal ab und wurde im Dezember 2003 mit einem Konzert unter dem Dirigenten Riccardo Muti wieder eröffnet.
 Das Haus unterhält kein eigenes Ensemble, gespielt werden Konzerte und externe Opernproduktionen.[16]
- Teatro Goldoni, ein Logentheater mit 800 Plätzen. Gegründet wurde es 1622 als Teatro Vendramin di San Salvador, als Privattheater der Familie Vendramin. Es wurde 1720 nach einem Brand neu erbaut unter dem Namen Teatro San Luca.  Das Theater war ein Sprechtheater, in dem Stücke in venezianischem Dialekt aufgeführt wurden. 1752 wurde Carlo Goldoni Theaterleiter. Es wechselte den Namen in Teatro Apollo. 1875 wurde das Haus auf Initiative einer Vendramin-Erbin in Teatro Goldoni umbenannt. Bis 1957 befand sich das Haus im Besitz von Erben der Familie. Nach dem Zweiten Weltkrieg wegen Baufälligkeit geschlossen, wurde es 1979 wiedereröffnet. Neben Sprechtheater werden dort heute Opern, Ballette, Konzerte und Stücke für Kinder aufgeführt.[17][18]
- Teatro Malibran, eröffnet an Karneval 1678 als Teatro di San Giovanni Crisostomo war das dritte Theater im Besitz der Familie Grimani nach San Giovanni e Paolo und San Samuele. 1830 wurde es nach einem Benefiz-Auftritt und mit finanzieller Unterstützung der Diva Maria Malibran in Teatro Malibran umbenannt. 1886 versteigert, 1913 wegen Baufälligkeit geschlossen, 1919 nach Restaurierung und den Umbauten durch Mario Felice Donghi wieder in Betrieb genommen, wurde es in den 80er Jahren eine Zeitlang von der Biennale bespielt, 1986 wieder geschlossen und erst 2001 nach oberflächlichen Renovierungen wieder in Betrieb genommen.[19]

Heute gehört die Spielstätte zum Teatro La Fenice.

## Zeitgenössische Musik
Im Rahmen der Biennale di Venezia findet seit 1930, seit 1937 jährlich, das Festival Internazionale di Musica Contemporanea statt. Leiter des Festivals ist seit 2012 Ivan Fedele, der damit die Nachfolge von Luca Francesconi angetreten hat.
Aufführungsort ist neben dem Fenice das im Jahr 2000 eröffnete Teatro alle Tese im  Arsenal. Aus Anlass des 56. Festivals 2012 wurde Pierre Boulez mit dem Goldenen Löwen für sein Gesamtwerk ausgezeichnet. 
<r

## Instrumentenbau

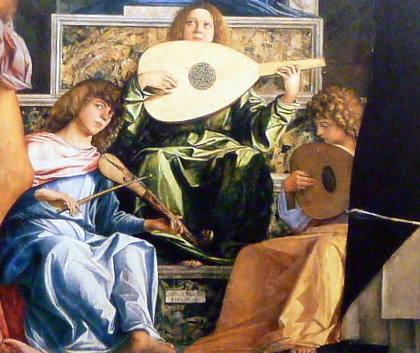
Lauten und Rebec, (Bellini: Pala di San Giobbe, 1487)

Im Laufe des 15. Jahrhunderts war in Venedig der Bau von Musikinstrumenten immer weiter perfektioniert worden. Lauten und andere Saiteninstrumenten, wie die Lira da Braccio, die Viola und die Viola da Gamba zählten zu den Luxusgütern, die im nördlichen Europa gefragt waren. Exportiert wurde damit zugleich die in Venedig entwickelte neue Technologie.
Seit dem späten 17. bis ins 18. Jahrhundert war Venedig neben Cremona, Brescia, Florenz und Neapel eins der Zentren vor allem für den Bau von Lauten und Streichinstrumenten und in geringerem Maß von Tasteninstrumenten wie Orgeln oder Portativs. Durch die verstärkte Nachfrage kirchlicher und weltlicher Institutionen wurden Produktion und Innovationen vorangetrieben, Instrumente aus dieser Zeit erzielen heute bei Auktionen hohe Preise. Zu nennen sind hier Ventura Linarolo (* 1541), in Venedig tätig bis 1581/1591, Matteo Goffriller (1659–1742), Carlo Annibale Tononi (1675–1735), Domenico Montagnana (1686–1750) mit seiner Werkstatt, Santo Serafin (1699–1758), sowie Alessandro und Vito di Trasuntino, und Giorgio Serafin (1726–1775), der über 25 Jahre in der Stadt tätig war.
Pietro Guarneri (Pietro da Venezia) (1695–1761), ein Mitglied der berühmten Geigenbauer-Dynastie hielt sich in Venedig auf und verschmolz in seinen Violinen und Celli venezianische Techniken mit denen der Cremonenser Schule.
Auch der bedeutende Tiroler Geigenbauer Jacob Stainer (1618–1683) hielt sich vermutlich für eine kurze Zeit in Venedig auf.
Der schlesische Orgelbauer Eugenio Casparini war seit 1642 in Venedig, wo er 30 Jahre lang für die Serenissima als Orgelbauer und Organist tätig war.
Die Werkstätten, von denen einige Wartungsverträge mit der Singschule des Markusdoms und den Ospedali hatten, produzierten und verkauften, reparierten und verliehen Instrumente.

## Museen und Sammlungen
Das Piccolo Museo della Pietà  Antonio Vivaldi im Stadtteil Castello bewahrt Musikinstrumente sowie Dokumente und Musikpartituren des ehemaligen Ospedale della pietà auf. Das Museum zeigt Violinen von Andrea Guarneri, Pietro Guarneri, Mathias Hornsteiner und Jacob Stainer, zwei Celli von Matteo Goffriller und einen Kontrabass von Pietro Caspan (1665). Vier der Corni sind von Andrea Coin (1770).
Die Fondazione Giorgio Cini auf der Insel San Giorgio Maggiore bewahrt in ihrer Sammlungen u. a. originale Notenblätter Vivaldis auf.
Im Palazzo Vendramin-Calergi, dem venezianischen Spielcasino, befindet sich das Museo Wagner, das aus einer Stiftung Josef Lienharts hervorgegangen ist. Die Sammlung von Dokumenten und Musikalien, Schallplatten, Briefen, Gemälden und Büchern gilt als umfangreichste Wagner-Sammlung außerhalb Bayreuths. Betrieben wird das Museum vom Centro Europeo di Studi e Ricerche Richard Wagner – C.E.S.R.R.W., das dort auch Konzerte, Ausstellungen und Tagungen organisiert und Wagner betreffende Fachliteratur veröffentlicht.
Im Herbst jeden Jahres finden dort die Giornate Wagneriane a Venezia statt, die vom Richard-Wagner-Verband ausgerichtet werden.
Das Museo della Musica in der Kirche San Maurizio am gleichnamigen Campo im Sestiere San Marco zeigt über 150 Musikinstrumente vom 17. bis zum 19. Jahrhundert.
Die umfangreiche Musikaliensammlung Marco Contarinis von 906 Manuskripten und rund 4000 Büchern ging 1843 als Schenkung an die Biblioteca Marciana. Contarinis Instrumentensammlung wurde zerstreut und befindet sich heute in Paris und Brüssel sowie im Museo Correr in Venedig.
Kataloge
- Taddeo Wiel: I codici musicali contariniani del secolo XVII nella R. Biblioteca di San Marco in Venezia. Ongania, Venezia 1888. Reprint: Forni, Bologna 1969.
- Catalogo delle opere musicali teoriche e pratiche di autori vissuti sino ai primi decenni del secolo XIX, esistenti nelle biblioteche e negli archivi pubblici e privati d’Italia. Parma 1914–1942 (Pubblicazione dell’Associazione dei Musicologi italiani) Reprint: Forni, Bologna 1983, S. 169–382.